# Odiel Información
Odiel Información —renombrado El Periódico de Huelva en 2011— fue un periódico español editado entre 1999 y 2013.

## Historia
El diario fue fundado en 1999. Hasta ese momento el único periódico que se publicaba en la capital onubense era Huelva Información, editado por el grupo Joly. Más adelante Odiel Información pasaría a la órbita del Grupo Prisa. Sin embargo, Prisa se vio obligada en 2006 a vender el periódico al Grupo Gallardo debido a los malos resultados económicos. En 2011 el Grupo Zeta se hizo con el control del diario, adoptando el nombre de El Periódico de Huelva. Continuaría editándose durante algunos años más, aunque en 2013 dejó de editarse debido a los malos resultados económicos.